# Саксагань (Саксаганська сільська громада)
Саксага́нь — село в Україні, в Саксаганській сільській територіальній громаді Кам'янського району Дніпропетровської області. Населення — 2 603 мешканці.
Адміністративний центр Саксаганської сільської територіальної громади. В минулому — центр Саксаганського повіту та Саксаганської волості Верхньодніпровського повіту.

## Географія
Село Саксагань знаходиться на правому березі річки Саксагань у місці впадання в неї річок Лозуватки та Балки Осиковатої. Вище за течією на протилежному березі річки Лозуватки розташоване село Іванівка, нижче за течією примикає село Чумаки, на протилежному березі — село Саївка. Біля села починається Макортівське водосховище. По селу протікає пересихаючий струмок з загатою, вище за течією на відстані 0,5 км розташоване село Грушуватка. Поруч проходить автомобільна дорога М04 (E50).

## Історія
Входило до складу Кодацької паланки.
У 1776–1783 роках поселення Саксагань стало офіційним центром Саксаганського повіту, проте повітові установи продовжували бути у Кодаках. Саксаганський повіт був наступником Кодацької паланки. Поселення Саксагань планувалось розбудувати у справжнє повітове місто, але ці плани так і не здійснились.
За даними на 1859 рік в козацькому селі було 492 двори, в яких мешкало 4345 осіб, існувала православна церква, школа, відбувалось 5 ярмарків на рік та базари щонеділі.
1896 року побудовано кам'яну однопридільну Миколаївську церкву.
Станом на 1886 рік в селі налічувалось 4603 особи, 865 дворових господарств, існували православна церква та єврейський молитовний будинок, лікарня, 2 школи, ремісниче училище (нині — ДПТНЗ «Західно-Дніпровський центр професійно-технічної освіти»), залізнична станція, поштове відділення, аптека, арештантський будинок, 12 лавок, 3 постоялих двори, 2 горілчаних склади, відбувалось 5 ярмарків на рік й базари по неділях та п'ятницях.
За переписом 1897 року кількість мешканців зросла до 9132 осіб (4660 чоловічої статі та 4472 — жіночої), з яких 8973 — православної віри, 355 — юдейської.
Під час Визвольних змагань 1917—1920 років у Саксагані знаходився штаб відомого повстанського отамана Малашка
У серпні 1920 р. отаман Брова збирав повстанців у лісі поблизу Саксагані, на якому обрали отамана Родіона Федорченка на посаду командира повстанських загонів Катеринославщини.
6 листопада 2016 року в Саксагані єпископ Дніпровський і Криворізький Симеон звершив чин Великого освячення храму Покрови Пресвятої Богородиці.

## Населення

### Мова
Розподіл населення за рідною мовою за даними перепису 2001 року:
| Мова            | Кількість | Відсоток |
| --------------- | --------- | -------- |
| українська      | 2381      | 91.47%   |
| російська       | 203       | 7.80%    |
| білоруська      | 9         | 0.34%    |
| румунська       | 4         | 0.15%    |
| вірменська      | 2         | 0.08%    |
| угорська        | 1         | 0.04%    |
| єврейська       | 1         | 0.04%    |
| інші/не вказали | 2         | 0.08%    |
| Усього          | 2603      | 100%     |

## Економіка
- КП «Саксагань».

## Об'єкти соціальної сфери
- Школа.
- Школа-інтернат.
- Дитячий садочок.
- Державний професійно-технічний навчальний заклад «Західно-Дніпровський центр професійно-технічної освіти»[9]
- Лікарня.
- Будинок культури.
- Публічна сільська бібліотека — філія № 25 Пятихатської ЦБС

## Відомі люди
- Береза Юрій Миколайович (* 1970) — український військовик, командир батальйону спеціального призначення «Дніпро-1» Національної гвардії України, сформованого з добровольців.
- Ємельяненко Ігор Володимирович (1989—2014) — старший солдат Збройних сил України, учасник російсько-української війни.
- Орел Артем (1897—1972) — мовознавець, видавець, жив у США.
- Сай Валентина Іванівна (* 1951) — депутат Верховної Ради УРСР 11-го скликання.
- Совенко Василь Володимирович (1888 — невідомо) — військовий діяч Української Народної Республіки.